# Niklas Karlsson (politiker)
Karl Niklas Jörgen Karlsson, född 18 juni 1974 i Landskrona församling, Malmöhus län, är svensk politiker (socialdemokrat). Han är ordinarie riksdagsledamot sedan 2014, invald för Skåne läns västra valkrets. Karlsson är ordförande i skatteutskottet sedan 2022 och var ordförande i försvarsutskottet 2018–2019. Han är ordförande för Socialdemokraterna i Skåne sedan 2013 och var kommunalråd i Landskrona kommun från 2003 till 2014.[källa behövs]

## Utbildning
Niklas Karlsson har studerat vid Lunds universitet med filosofi och sociologi som huvudämnen. 

## Politisk karriär
1997 var han ordförande för Lunds socialdemokratiska studentklubb. Han är en av medförfattarna till studentklubbens jubileumsskrift De radikala idéernas lund. 1999 blev han ordförande i barn- och utbildningsnämnden i Landskrona. Efter valet 2002 blev Karlsson kommunalråd och Sveriges näst yngste kommunstyrelseordförande. Från 2003 till 2006 ledde han och Socialdemokraterna Landskrona kommun i minoritet. Efter valet 2006 blev han oppositionsråd. På kongressen i Malmö 2005 valdes han in som suppleant i den socialdemokratiska partistyrelsen. 2013 valdes han till ordförande för de skånska socialdemokraterna och som ordinarie ledamot i partistyrelsen vid kongressen i Göteborg. Vid riksdagsvalet 2014 blev Karlsson riksdagsman för Skåne läns västra valkrets. Han blev personvald både 2014 och 2018.  I valet 2018 var Karlsson – vid sidan om partiledarna – den 18:e mest kryssade riksdagskandidaten i landet. Han var ordförande i försvarsutskottet 2018–2019 och är från januari 2019 dess vice ordförande. Sedan 2020 är Niklas Karlsson ordförande i Försvarsberedningen.

## Politiskt engagemang
Karlsson har varit engagerad i jämlikhetsfrågorna och har bland annat drivit på att finans- och skattepolitiken måste användas som fördelningspolitiskt verktyg för att komma till rätta med de växande inkomst- och förmögenhetsklyftorna.

## Andra aktiviteter
Mellan 2008 och 2019 satt Karlsson i styrelsen för Kommuninvest.
Han var ledamot i den parlamentariska kommittén ”En sammanhållen budgetprocess”.
I augusti 2017 utsåg regeringen honom till ordförande i den parlamentariska Kommunutredningen (Fi 2017:02). Utredningen föreslog i sitt delbetänkande att ge kommunerna möjlighet till att teckna avtal med varandra, så kallade generell avtalssamverkan. Förslaget bifölls av riksdagen och blev lag den 1 juli 2018. Som ordförande har han varit öppen för att diskutera kommunsammanslagningar på sikt.

## Familj
Niklas Karlsson är sambo och har tre barn sedan tidigare. Han är son till Anders Karlsson.